# Герб Анабарского улуса
Герб муниципального образования «Анаба́рский национа́льный (долга́но-эвенки́йский) улу́с (район)» Республики Саха (Якутия) Российской Федерации
Герб утверждён постановлением Собрания депутатов муниципального образования «Анабарский национальный (долгано-эвенкийский) улус» № 7 от 23 ноября 2004 года.
Герб внесён в Государственный геральдический регистр Российской Федерации под регистрационным номером № 1697.

## Описание герба
« В лазоревом поле стоящий золотой северный олень, из спины которого вырастает по колено человек того же металла, правой рукой держащийся за рога оленя, а левой — за его спину. Во главе семь серебряных дугообразно расположенных якутских алмазов (фигуры в виде поставленных на угол квадратов, каждый из которых расторгнут на шесть частей: накрест и наподобие двух сходящихся по сторонам стропил)».

## Описание символики герба
Анабарский улус — самый северный арктический улус Республики Саха (Якутия), его территория охватывает по большей части тундровую зону, прилегающую к Северному Ледовитому океану. Основным традиционным занятием местных жителей является оленеводство. В анабарской тундре оленеводством занимались с древних времён. Сохранились изделия из кости, оленья утварь, относящиеся к XVII—XVIII вв., на которых изображён оленный человек. Олень и человек — как единый, неразделимый символ тундры, ибо для северного человека без оленя нет жизни.
Алмазы в особой стилизации, аналогичной их стилизации в Государственном гербе Республики Саха (Якутия), обозначают административно-территориальную принадлежность муниципального образования к Республике Саха (Якутия).
Авторы герба: Спиридонов Юрий Васильевич (г. Якутск), компьютерный дизайн: Матвеев Артур Матвеевич (г. Якутск).